# العلاقات الأرمنية الروسية
العلاقات الأرمينية الروسية هي العلاقات الثنائية التي تجمع بين أرمينيا وروسيا. شاركت أرمينيا بعد تفكك الاتحاد السوفيتي نهج روسيا الهادف إلى تعزيز رابطة الدول المستقلة. تُعد أرمينيا وروسيا عضوان في تحالف عسكري، وهو منظمة معاهدة الأمن الجماعي، إلى جانب أربع دول سوفيتية سابقة أخرى، وهي علاقة تعتبرها أرمينيا ضرورية لأمنها. شملت العقود والاتفاقيات التي تحدد العلاقات الحكومية الدولية معاهدة الصداقة والتعاون والمساعدة المتبادلة في تاريخ 29 أغسطس عام 1997؛ وهناك عدد من الوثائق التي تنظم قواعد الوحدات العسكرية الروسية ومنسقي العلاقات في جمهورية أرمينيا. أصبحت أرمينيا عضوا كامل العضوية في الاتحاد الاقتصادي الأوروآسيوي في 2 يناير عام 2015.

## التطورات منذ عام 2013
واجهت أرمينيا خيار الانضمام إلى الاتحاد الجمركي الذي تقوده روسيا أو توقيع اتفاقية الشراكة مع الاتحاد الأوروبي، ولكنها اختارت الانضمام. أعلن رئيس أرمينيا سيرج سركسيان عن قرار انضمام أرمينيا إلى الاتحاد الجمركي في 3 سبتمبر عام 2013.
ذهب الرئيس الروسي فلاديمير بوتين إلى أرمينيا في زيارة رسمية في 2 ديسمبر عام 2013. ناقش رئيسا البلدين انضمام أرمينيا إلى الاتحاد الجمركي، ووقعا 12 اتفاقية لتعزيز التعاون في عدد من المجالات الرئيسية مثل الأمن والاقتصاد والطاقة وغيرها. خفضت روسيا سعر الغاز لأرمينيا من 270 دولارًا إلى 189 دولارًا لكل ألف متر مكعب، ووسعت القواعد العسكرية الروسية الموجودة في أرمينيا.
أصبحت أرمينيا عضوًا كاملًا في الاتحاد الاقتصادي الأوروآسيوي اعتبارًا من 2 يناير عام 2015، ووصل التعاون والتكامل مع روسيا إلى مستوى جديد.

### جرائم القتل في غيومري
قتل جندي روسي يُدعى فاليري بيرمياكوف من القاعدة العسكرية رقم 102 في غيومري عائلة أرمنية مكونة من سبعة أفراد خلال الليل في 12 يناير عام 2015. اتُهِم رسميًا بموجب قانون العقوبات الأرمني، ولكنه بقي محتجزًا في القاعدة العسكرية رقم 102. اندلعت احتجاجات شعبية في غيومري في 15 يناير للمطالبة بتسليم بيرمياكوف إلى نظام العدالة الأرمني. نُظِّمت مسيرة احتجاجية في ميدان الحرية في يريفان، واعتُقِل خلالها 20 شخصًا بسبب الاشتباكات مع الشرطة. أدانت المحكمة العسكرية الروسية بيرمياكوف في أغسطس عام 2015 في عدد من التهم باستثناء القتل. وجدت المحكمة الأرمينية التي عقدت الجلسات في مجمع القاعدة العسكرية الروسية رقم 102 في أغسطس عام 2016 أن بيرمياكوف مذنب في سلسلة من التهم بما في ذلك القتل، وحكمت عليه بالسجن المؤبد. أيدت محكمة الاستئناف في يريفان حكم المحكمة في ديسمبر عام 2016. 

### العلاقات تحت حكم نيكول باشينيان (منذ عام 2018)
توترت العلاقات بين الدولتين بعد انتخاب نيكول باشينيان رئيسًا لوزراء أرمينيا في مايو عام 2018. قارن السياسيون ووسائل الإعلام الروسية باشينيان مع بترو بوروشينكو الأوكراني؛ والذي انتُخِب رئيسًا بعد فترة وجيزة من الثورة الأوكرانية المؤيدة للغرب في عام 2014. ازدادت التوترات بعد اعتقال الرئيس السابق روبرت كوتشاريان والأمين العام لمنظمة معاهدة الأمن الجماعي يوري خاتشوروف؛ وذلك بالإضافة إلى النزاعات التجارية التي شملت الشركات الروسية العاملة في أرمينيا.
وُصفت روسيا بأنها مترددة في التدخل بشكل علني في حرب مرتفعات قرة باغ في عام 2020 لدعم أرمينيا بسبب التوترات المستمرة بين بوتين وباشينيان. عقدت روسيا في نهاية المطاف محادثات سلام بين أذربيجان وأرمينيا، وبلغت ذروتها في اتفاق وقف إطلاق النار في 10 أكتوبر، والذي تجاهله الطرفين لاحقًا. توقفت الحرب عندما وقع زعماء الطرفين المتحاربين ورئيس روسيا اتفاقية هدنة في موسكو في 9 نوفمبر عام 2020.

## مقارنة بين البلدين
هذه مقارنة عامة ومرجعية للدولتين:
| وجه المقارنة                                              | أرمينيا                    | روسيا                                   |
| --------------------------------------------------------- | -------------------------- | --------------------------------------- |
| المساحة (كم2)                                             | 29.74 ألف                  | 17.08 مليون                             |
| عدد السكان (نسمة)                                         | 2.93 مليون                 | 146.80 مليون                            |
| الكثافة السكانية (ن./كم²)                                 | 98.52                      | 8.59                                    |
| العاصمة                                                   | يريفان                     | موسكو                                   |
| اللغة الرسمية                                             | لغة أرمنية                 | اللغة الروسية                           |
| العملة                                                    | درام أرميني                | روبل روسي                               |
| الناتج المحلي الإجمالي (بليون دولار)                      | 11.54 مليار                | 1.58 تريليون                            |
| الناتج المحلي الإجمالي (تعادل القوة الشرائية) بليون دولار | 25.41 مليار                | 3.69 تريليون                            |
| الناتج المحلي الإجمالي الاسمي للفرد دولار أمريكي          | 3.49 ألف                   | 9.09 ألف                                |
| الناتج المحلي الإجمالي للفرد دولار أمريكي                 | 8.07 ألف                   |                                         |
| مؤشر التنمية البشرية                                      | 0.743                      | 0.798                                   |
| رمز المكالمات الدولي                                      | +374                       | +7                                      |
| رمز الإنترنت                                              | .am، .հայ ‏                 | .ru، .рф، .рус ‏، .su                    |
| المنطقة الزمنية                                           | ت ع م+04:00، توقيت أرمينيا | Magadan Time ‏، ت ع م+02:00، ت ع م+12:00 |

## مدن متوأمة
في ما يلي قائمة باتفاقيات التوأمة بين مدن أرمينية وروسية:
- ترتبط أرمافير مع أرمافير باتفاقية توأمة.
- ترتبط يريفان مع موسكو باتفاقية توأمة منذ 1974.
- ترتبط فاغارشابات مع بيتروزوفودسك باتفاقية توأمة منذ 2004.[23][24][23][24]
- ترتبط وانادزور مع بودولسك باتفاقية توأمة منذ 2006.

## منظمات دولية مشتركة
يشترك البلدان في عضوية مجموعة من المنظمات الدولية، منها:
| علم المنظمة | اسم المنظمة                          | تاريخ انضمام أرمينيا | تاريخ انضمام روسيا |
| ----------- | ------------------------------------ | -------------------- | ------------------ |
|             | مؤسسة التنمية الدولية                | 25 أغسطس 1993        | 16 يونيو 1992      |
|             | منظمة الأمن والتعاون في أوروبا       | 30 يناير 1992        | 1992               |
|             | يونسكو                               | 9 يونيو 1992         | 21 أبريل 1954      |
|             | مؤسسة التمويل الدولية                | 18 أبريل 1995        | 12 أبريل 1993      |
|             | مجلس أوروبا                          | 25 يناير 2001        | 28 فبراير 1996     |
|             | منظمة حظر الأسلحة الكيميائية         | ?                    | ?                  |
|             | منظمة التعاون الاقتصادي للبحر الأسود | ?                    | 4 يونيو 1992       |
|             | الأمم المتحدة                        | 2 مارس 1992          | 24 أكتوبر 1945     |
|             | الاتحاد الدولي للاتصالات             | 30 يونيو 1992        | 1866               |
|             | منظمة الشرطة الجنائية الدولية        | ?                    | 27 سبتمبر 1990     |
|             | البنك الدولي للإنشاء والتعمير        | 16 سبتمبر 1992       | 16 يونيو 1992      |
|             | الاتحاد البريدي العالمي              | ?                    | ?                  |
|             | وكالة ضمان الاستثمار متعدد الأطراف   | 5 ديسمبر 1995        | 29 ديسمبر 1992     |
|             | منظمة التجارة العالمية               | 5 فبراير 2003        | 22 أغسطس 2012      |
|             | الفريق المعني برصد الأرض             | ?                    | ?                  |

## وصلات خارجية
- موقع وزارة الخارجية الأرمينية
- موقع وزارة الخارجية الروسية